# 13674 Bourge
13674 Bourge è un asteroide della fascia principale. Scoperto nel 1997, presenta un'orbita caratterizzata da un semiasse maggiore pari a 2,3864654 UA e da un'eccentricità di 0,0697893, inclinata di 7,76841° rispetto all'eclittica.